# Ramsey AFC
Ramsey AFC is een voetbalclub uit Ramsey, een stad op het eiland Man.

## Erelijst

### Competitie
- 1e divisie, kampioen in seizoenen: 1898-99, 1899-00, 1900-01, 1901-02, 1907-08, 1910-11, 1911-12, 1912-13, 1920-21, 1926-27, 1951-52
- 2e divisie, kampioen in seizoen: 2002-03

### Beker
- Manx FA Cup: 1891-92, 1892-93, 1893-94, 1895-96, 1899-00, 1900-01, 1904-05, 1906-07, 1907-08 1919-20, 1920-21, 1921-22, 1930-31, 1951-52, 1978-79, 1979-80, 1980-81, 2003-04
- Woods Cup: 1991-92, 2002-03
- Paul Henry Gold Cup: 1991-92, 2002-03

## Stadion
Ramsey AFC speelt zijn thuiswedstrijden in het Ballacloan Stadium op North Shore Road, Ramsey. De capaciteit van het stadion is 3000.